# Núria Solsona
Núria Solsona Pairó (Sabadell, 1953) es química, Máster en Didáctica de las Ciencias Experimentales, Doctora en Ciencias de la Educación e investigadora en coeducación e historia de la ciencia. Es miembro del Grupo de Trabajo Interdisciplinar del Proyecto Plurales, educación en igualdad. Es autora de numerosas publicaciones sobre estas materias y sus trabajos son referencia en formación para incorporar la coeducación en las aulas. A partir de la ausencia de las mujeres en la historia de la ciencia y su invisibilización denuncia la falta de incentivos para que las estudiantes opten por las carreras de tecnología y ciencia. También reivindica el reconocimiento del saber científico de las mujeres relacionado con las tareas del cuidado que históricamente le han sido encomendadas. 

## Trayectoria
Es licenciada en Químicas por la Universidad de Barcelona (1977). En 1992 realizó un Máster en Didáctica de las Ciencias Experimentales en la Universidad Autónoma de Barcelona, universidad en la que se doctoró en Ciencias de la Educación en 2004.
En 1977 empezó a trabajar como profesora de secundaria y asesora de coeducación en el Instituto de Esplugas de Llobregat momento en el que -según sus declaraciones- empezó su preocupación por la falta de presencia de las mujeres en la Historia de las Ciencias que ha marcado su investigación y producción académica. “A partir de aquí fui tirando del hilo. Si en la Historia de las Ciencias cuesta encontrar ese tipo de ejemplos, cómo debe hacerse con la educación científica: cómo con el aprendizaje o la investigación de las mujeres que aspiran a las ciencias”.
En 1979 se trasladó al Instituto Pedraforca de Hospitalet y posteriormente fue profesora de física i química del IES Josep Pla de Barcelona.
En 1999-2000 fue consultora internacional por la Comunidad Europea para el programa de Panamá. 
En 2004 fue profesora asociada de la Universidad Autónoma de Barcelona.
De 2007 a fue responsable del programa de coeducación del Departamento de Educación de la Generalidad de Cataluña. Programa de Coeducació del Servei d’Orientació i Serveis Educatius, del Departament d’Ensenyament per a la incorporació dels sabers femenins a l’educació.
En 2012 fue profesora del Máster de Agentes de Igualdad de oportunidades de las mujeres de la Universidad de Lérida y en 2013 Profesora Visitante del Departamento de Estudios Pedagógicos de la Universidad de Chile.

### La química de la cocina
Solsona ha escrito varios libros en los que reivindica el reconocimiento del saber científico de las mujeres y la necesidad de su incorporación a la formación en las aulas. También propone cambiar el contexto de aprendizaje de la química sustituyendo el laboratorio escolar por una cocina-laboratorio buscando la inclusión en el conocimiento escolar de los saberes tradicionalmente adjudicados a las mujeres y asociados al cuidado. Así lo plantea en trabajos como La química de la cocina (Instituto de la Mujer 2002) o en catalán Cuinar, planxar i tenir cura d'altri a escola (2005).
Recuerda además el valor de utilizar un lenguaje que no discrimine a las niñas en la escuela.  "La mayoría de los profesores y profesoras hablan de “los científicos”, “los investigadores”, en masculino. Y el asunto del lenguaje, aunque sea un tema menos incidente, en el día a día de las aulas es muy importante" señala.
Solsona ha participado en investigaciones financiadas por el CIDE, el Instituto de la Mujer y el Institut Català de les Dones sobre estas materias y ha publicado sus trabajos en numerosas revistas especializadas en docencia: Cuadernos de Pedagogía, Enseñanza de las Ciencias, Alambique, Aula, Asparkia o el International Journal of Science Education y el Journal of Science Education.
Es miembro de la Asociación CoeducAcció, asociación creada en 2010 para la transformación educativa con perspectiva de género a la que también pertenecen otras autoras pioneras de la coeducación en España: Marina Subirats y Amparo Tomé.

## Publicaciones

### Libros
- ¿Qué modelo de ciencia puede favorecer la coeducación? (1991) Universitat de València.
- Sistemes químics (1997) Ciència Activa
- Mujeres científicas de todos los tiempos (1997) Talasa ISBN 84-88119-49-6
- El cambio químico. Guías para el profesorado de ESO de Ciencias de la Naturaleza. (1998) N. Solsona Pairó, N. Sanmartí Madrid, Praxis
- L'emergència de la interpretació dels fenòmens químics. (1998) UAB
- La química de la cocina. Educación Secundaria. (2002) Instituto de la Mujer. Cuadernos de Educación no Sexista, 13.
- Las científicas y su historia en el aula. (2003) Autoría: M. Álvarez, T. Nuño, N. Solsona. Madrid Síntesis
- El saber científico de las mujeres. (2003) Madrid, Talasa
- Aprender a cuidar y a cuidarnos. Experiencias para la autonomía de la vida cotidiana (2005) Autoras: Nuria Solsona, Amparo Tomé, Rafaela Subías, Judit Pruna y Xus de Miguel. Editorial Octaedro. En catalán (2003)[8]
- La cocina de mestizaje, un puente entre culturas. (2005) Barcelona, Praxis.
- Cuinar, planxar i tenir cura d'altri a escola. (2005) Octaedro en catalán ISBN 84-8063-708-0
- Sabers femenins a l'Europa moderna. (2009) Autoras: Núria Solsona, Julia Cabaleiro, Maria Llïsa Cunillera. Editorial Octaedro, en catalán. ISBN 978-84-9921-046-9
- Una educación química que promueva el interés de chicas y chicos. (2011) Jiménez, MP (ed.) Cuaderno de indagación en el aula y competencia científica. Madrid, Ministerio de Educación, IFIE.

### Artículos
- Diferentes experiencias en el laboratorio: la influencia del género. (1998) Alambique, 16, 60–68
- Un modelo para la instrumentación didáctica del enfoque Ciencia- Tecnología – Sociedad. (1999) Pensamiento Educativo. Vol. 21, 57–76.
- El conocimiento doméstico y los cambios químicos. Pasteles, tortillas y sustancias. (2001) Cuadernos de Pedagogía, 299, 40–50.
- La ciencia de la cocina, una experiencia en el aula, en Educación Primaria. Orientaciones y recursos (6-12 años) (2004) 468 /30–46). Madrid, Praxis.
- Guía de buenas prácticas para favorecer la igualdad entre hombres y mujeres en educación. (2006) Autoría: Amaro Tomé, Carlos Lomas, María Elena Simón, Nuria Solsona, Pilar Ballarín, Nieves Blanco. Editado por la Consejería de Educación de la Junta de Andalucía.
- Algunas preparaciones culinarias, un apoyo para el trabajo en el aula de Química (2006) en Quintanilla, M. Adúriz, A. (ed). Enseñar Ciencia en el nuevo Milenio. Retos y propuestas, 91-118. Santiago de Chile, Universidad Católica de Chile.
- La cocina, un espacio educativo. (2007) Aula, 159, 28-32.
- Innovación educativa centrada en los saberes de las mujeres (2008) en Emakunde (ed.) Congreso Internacional Sare 2008: Igualdad en la innovación, innovación para la igualdad, 83-96.
- El aprendizaje del cuidado en la escuela (2008) en García, Marta (ed) Las mujeres cambian la educación. Madrid, Narcea, 199-228.
- Una experiencia competencial de química y bizcochos en el aula. (2010) Aula para la Innovación Educativa, 188, 52-55.
- La Química en la cocina, un contexto fértil para el aprendizaje y la investigación química. (2012) Ciencia Escolar, Vol 2(1), 45-75.
- La influencia del género en la enseñanza de las ciencias en las primeras edades, en Silvio Daza y Mario Quintanilla (eds.) La enseñanza de las ciencias naturales en las primeras edades. Su contribución a la promoción de competencias de pensamiento científico, 144-174. Barrancabermeja, UNIPAZ.
- Los saberes científicos de las mujeres en el currículum Scientific Knowledge of Women at the Curriculum. (2015) Revista Qurriculum.